# Den Kommunale Lederpris
Den Kommunale Lederpris er en pris, der uddeles årligt til Danmarks tre bedste kommunale ledere. Den Kommunale Lederpris’ mission er at skabe synlighed om god kommunal ledelse ved at hylde de kommunale ledere, der gør en forskel i hverdagen. 
Prisen uddeles inden for tre kategorier:
- Kommunale topledere
- Kommunale ledere af en faglig afdeling eller sektion i en forvaltning eller institution
- Ledere af kommunale institutioner.

Prisen er på 50.000 danske kroner.
Den Kommunale Lederpris blev uddelt første gang i 2010.